# Sijthoff Pers

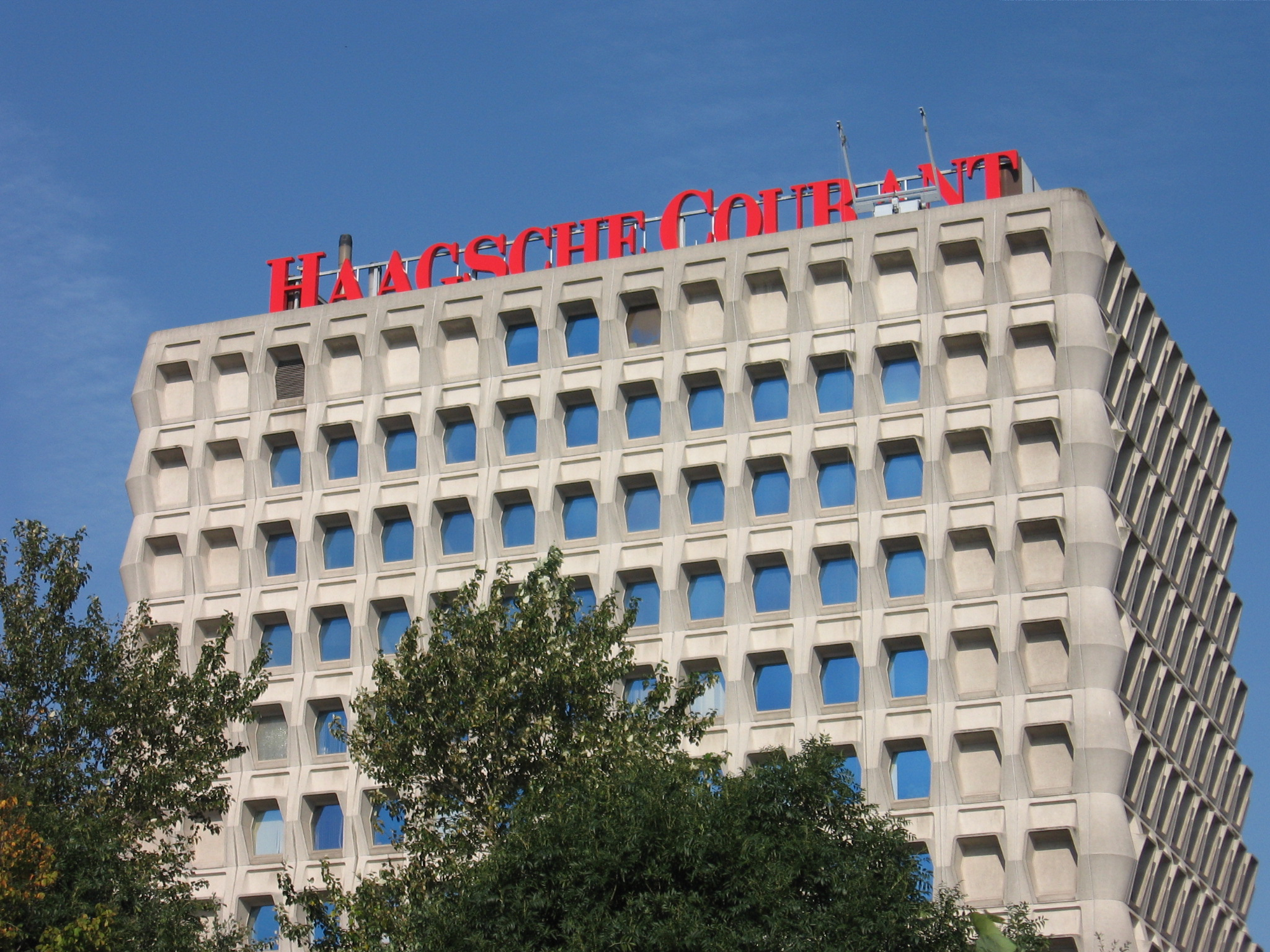
Het Sijthoff-gebouw, hoofdkantoor van de Sijthoff Pers in de Plaspoelpolder in Rijswijk, foto uit 2006.

De Sijthoff Pers was een uitgeverij van dagbladen en huis-aan-huisbladen in Nederland van 1883 tot het bedrijf in 1994 werd overgenomen door Wegener. De uitgeverij bracht onder andere de Haagsche Courant, Het Binnenhof, Leidse Courant, de Westlandse Courant en de Delftsche Courant uit en enige tientallen huis-aan-huisbladen in onder andere Delft, Zoetermeer en Gouda.

## Geschiedenis
De Sijthoffs waren een familie van courantiers, waarvan verschillende telgen dagbladen startten. A.W. Sijthoff's Uitgeversmaatschappij was een drukkerij en uitgeverij, opgericht in 1851 door Albertus Willem Sijthoff in Leiden. Albert Sijthoff startte in 1883 de Haagsche Courant, hetgeen aan de basis van de Sijthoff Pers lag. Albert wilde in eerste instantie in Rotterdam een dagblad beginnen, maar zijn broer Cornelis was hem voor en begon daar het Rotterdams Nieuwsblad. In 1927, na het overlijden van Albert, kwam de leiding bij A.W. Sijthoff jr. als tweede zoon. A.W. Sijthoff zou tot 1944 aan het hoofd van de uitgeverij staan. Onder zijn zoons Appie en Freddie beleefde de Sijthoff Pers haar bloeitijd. In de jaren zestig van de twintigste eeuw was de Haagsche Courant de rijkste krant van Nederland en waren de broers Sijthoff geliefd onder het personeel. Onder hun leiding werden verschillende kranten, vooral in Zuid-Holland, opgekocht en ondergebracht in het Sijthoff imperium, waaronder het Economisch Dagblad, Het Binnenhof, Leidse Courant, het Rotterdams Dagblad, de Westlandse Courant en de Delftsche Courant. Het Rotterdams Dagblad was voor de helft in handen van de Sijthoff Pers, de andere helft in handen van de Nederlandse Dagblad Unie. 
Eind jaren zeventig van de twintigste eeuw werd de vestiging aan de Haagse Grote Marktstraat verlaten voor een modern pand in de Plaspoelpolder in Rijswijk. Appie verliet het dagelijks bestuur in 1978 en Freddie deed dat in 1983. Er zou geen telg meer uit de Sijthoff-familie in het bestuur volgen.
In 1983 had het concern een marktaandeel van ruim 7% en was het de vijfde dagbladuitgever van Nederland. Vanwege dalende advertentie-inkomsten kreeg de uitgeverij te maken met problemen en waren maatregelen noodzakelijk. De uitgeverij kreeg daarnaast steun van het Bedrijfsfonds voor de Pers, dat noodlijdende kranten overeind moest houden, zoals in 1989, toen het concern 3,9 miljoen gulden kreeg. Meerdere keren moest er gesaneerd worden in het personeelsbestand om kosten te besparen. In 1992 werd de Leidsche Courant verkocht aan de Hollandse Dagbladcombinatie (HDC) en werden de titels Het Binnenhof en de Haagsche Courant samengevoegd. In 1992 had het concern 1400 medewerkers, waarvan er in dat jaar 160 moesten vertrekken. Het marktaandeel was toen gedaald naar 4,28% en daarmee stond de dagbladuitgever op de achtste plaats in Nederland.
In 1988 kreeg de uitgeverij te maken met een reeks aanslagen. Bij directieleden werden ruiten ingegooid, bij bijkantoren werd er brandgesticht en voor het hoofdkantoor in Rijswijk en bij een wedstrijd van FC Den Haag ging een autobom af. Voor deze aanslagen werden meerdere medewerkers en de directeur Eef Hoos van een beveiligingsbedrijf tot celstraffen veroordeeld. De aanslagen werden gepleegd vanwege een rechtbankverslag dat in de Haagsche Courant verscheen, waarin stond dat de landsadvocaat tijdens een rechtszaak, zijn vermoedens uitte dat bij het beveiligingsbedrijf medewerkers met een crimineel verleden werkzaam waren.
Aan de zelfstandigheid van de Sijthoff Pers kwam een einde toen het in 1994 werd overgenomen door Wegener. De uitgeverij had op dat moment een omzet van 200 miljoen gulden.

## Galerij

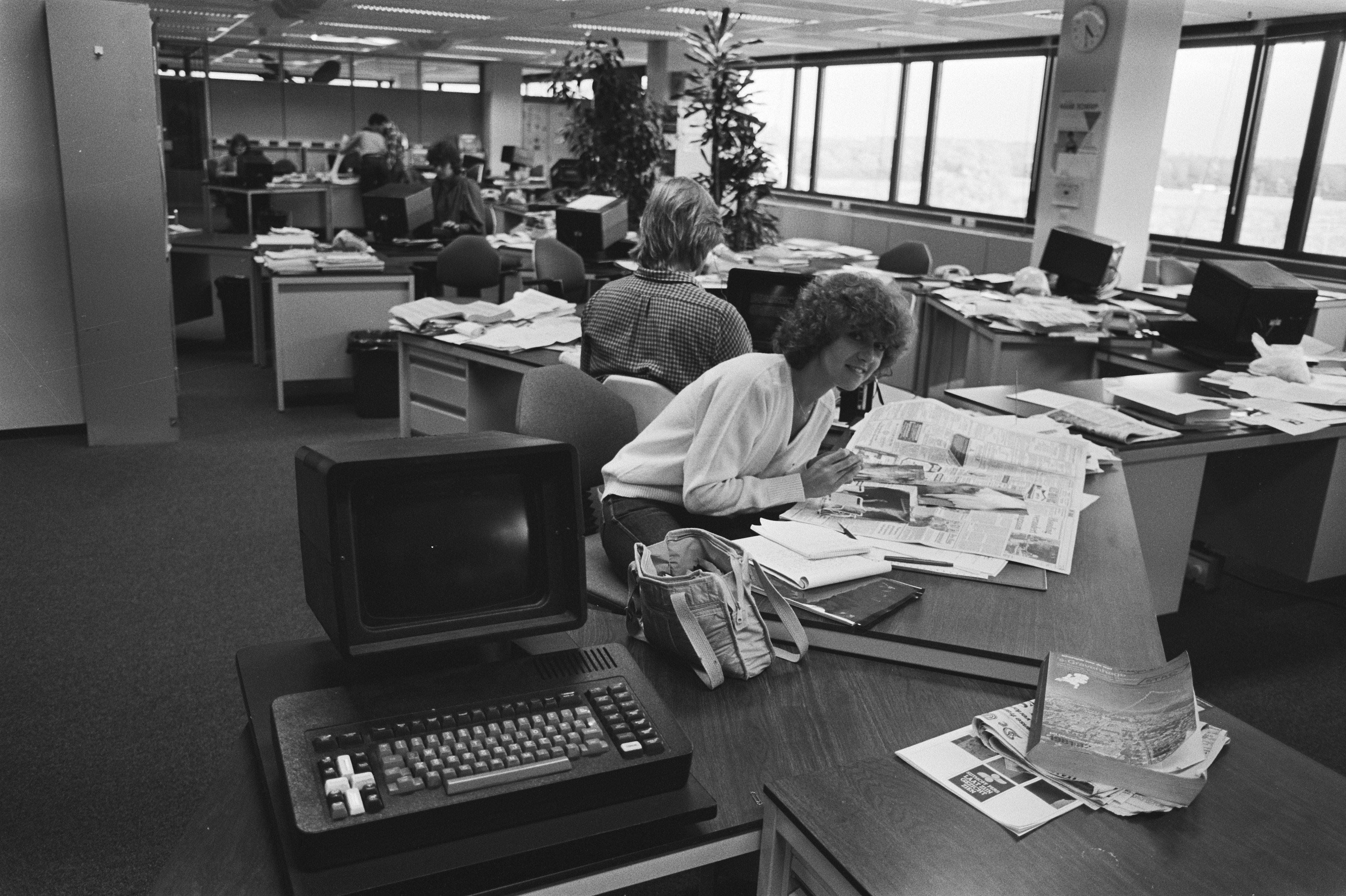
Centrale redactie Sijthoff Pers, in 1981
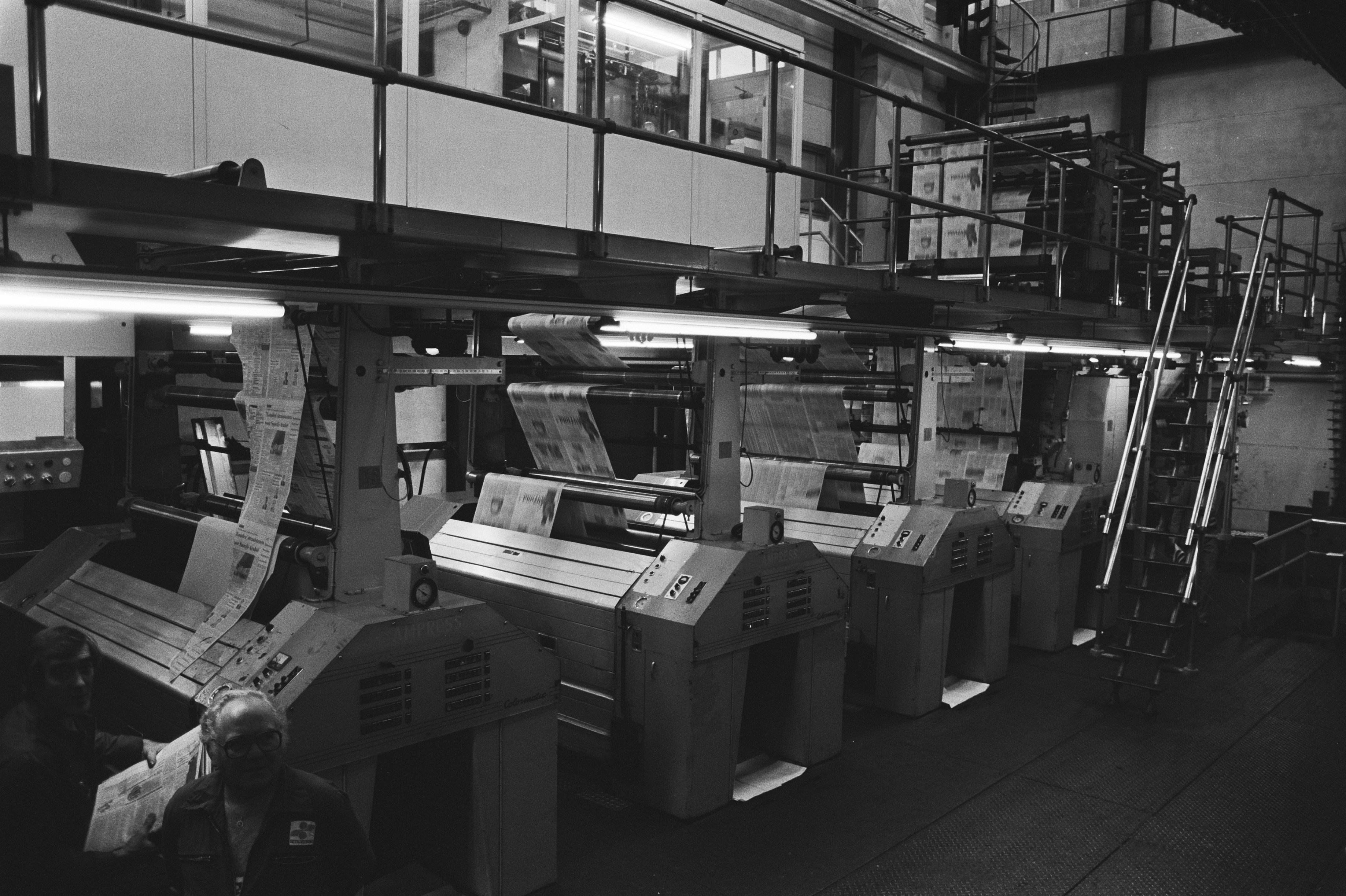
Offset rotatiepers van de Sijthoff Pers, in 1981
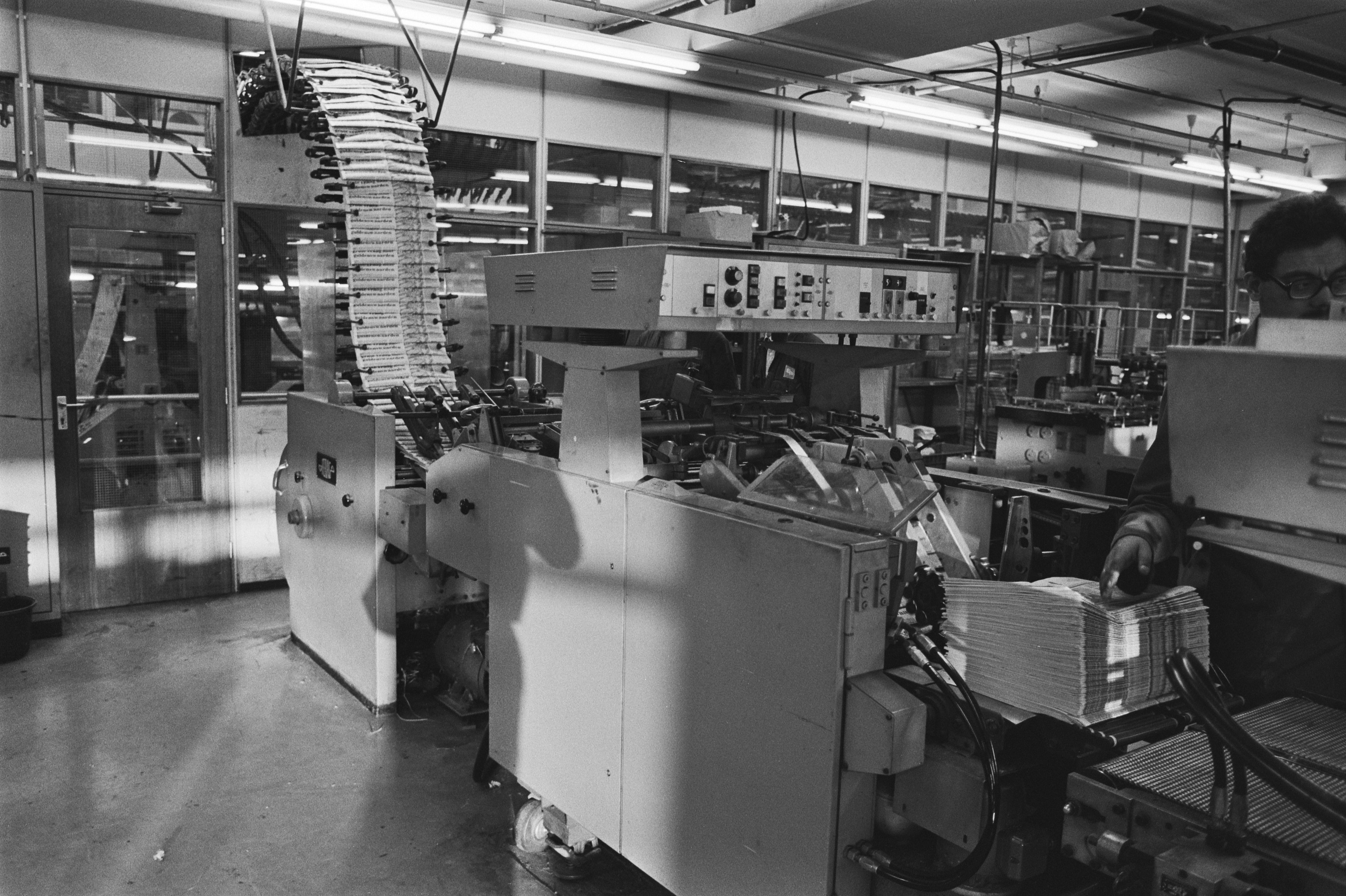
Hogedruk rotatiepers van de Sijthoff Pers, in 1981
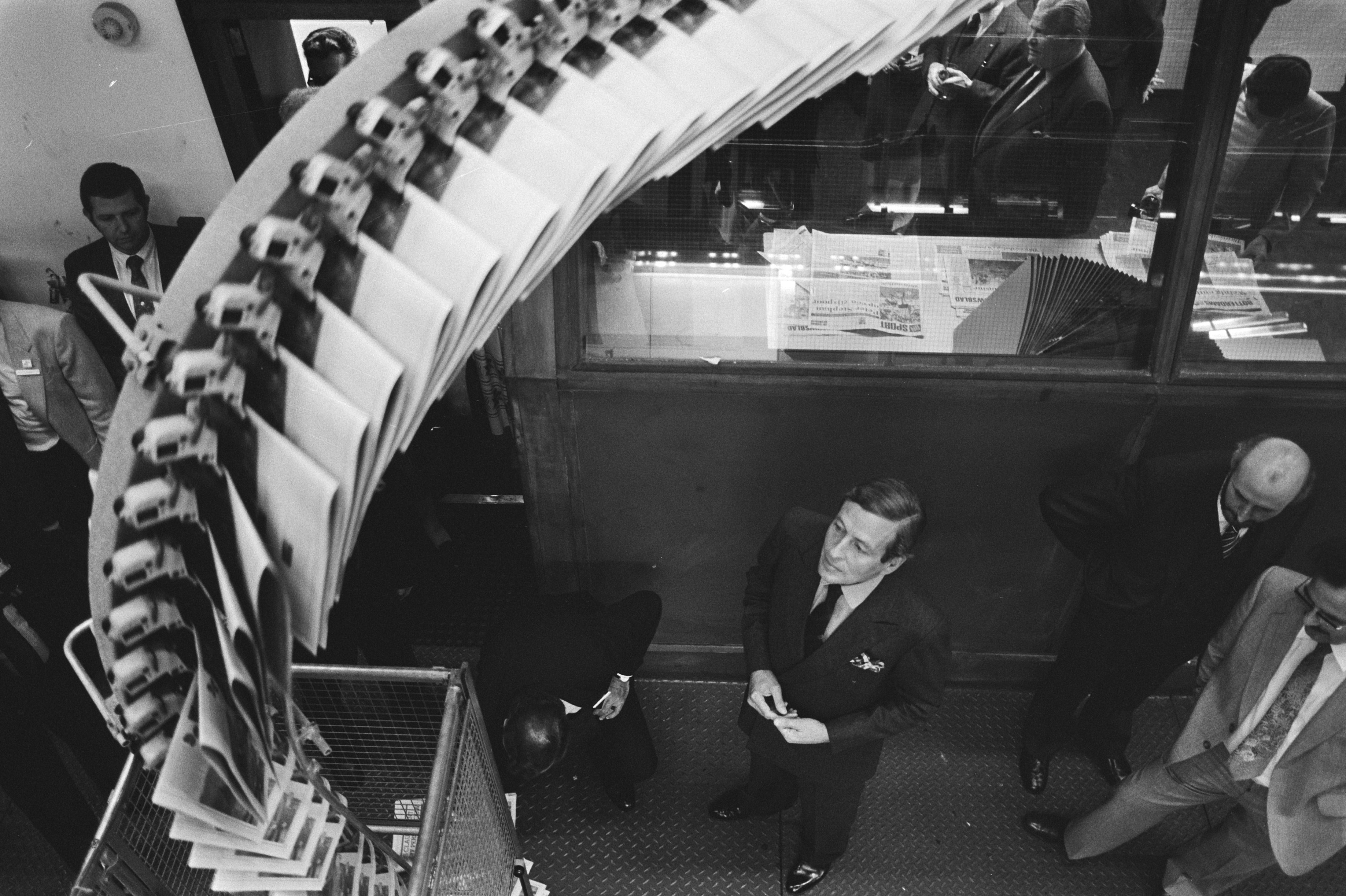
Prins Claus kijkend naar de rotatiepers bij de opening van het nieuwe hoofdkantoor in 1981